# Atletismo nos Jogos Pan-Americanos de 1975 - Revezamento 4x400 m masculino
A prova do revezamento 4x400 m masculino nos Jogos Pan-Americanos de 1975 foi realizada na Cidade do México, México.

## Medalhistas
| Ouro                                                                       | Prata                                                                    | Bronze                                                           |
| USA Estados Unidos Herman Frazier Robert Taylor Maurice Peoples Ronnie Ray | CUB Cuba Eddy Gutiérrez Alberto Juantorena Carlos Álvarez Dámaso Alfonso | CAN Canadá Randy Jackson Brian Saunders Glenn Bogue Don Domansky |

### Final
| Posição           | Nação              | Nomes                                                              | Tempo   | Notas |
| ----------------- | ------------------ | ------------------------------------------------------------------ | ------- | ----- |
| Medalha de ouro   | USA Estados Unidos | Herman Frazier, Robert Taylor, Maurice Peoples, Ronnie Ray         | 3:00.76 |       |
| Medalha de prata  | CUB Cuba           | Eddy Gutiérrez, Alberto Juantorena, Carlos Álvarez, Dámaso Alfonso | 3:02.82 |       |
| Medalha de bronze | CAN Canadá         | Randy Jackson, Brian Saunders, Glenn Bogue, Don Domansky           | 3:03.92 |       |
| 4                 | JAM Jamaica        |                                                                    | 3:05.23 |       |
| 5                 | PUR Porto Rico     |                                                                    | 3:12.41 |       |
| 6                 | MEX México         |                                                                    | 3:12.87 |       |